# Daniel M. Lewin

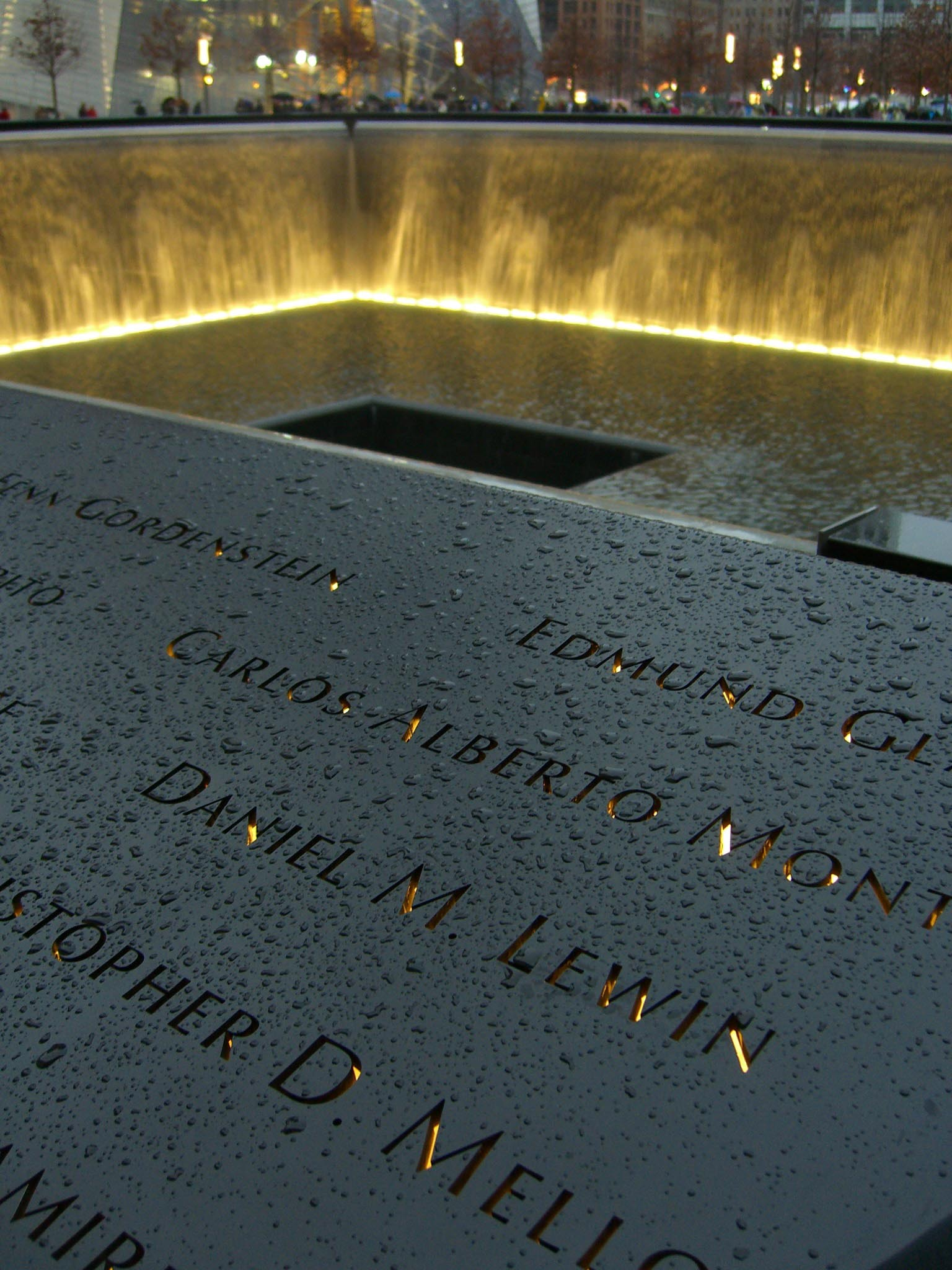
Schriftzug Daniel M. Lewin auf dem Nord-Gedenkbrunnen des National September 11 Memorial

Daniel „Danny“ Mark Lewin (* 14. Mai 1970 in Denver, Colorado; † 11. September 2001 in New York City, World Trade Center) war US-amerikanischer Mathematiker, Informatiker am Massachusetts Institute of Technology MIT und einer der Gründer des Internetdienstleisters Akamai.

## Leben
Lewin wuchs in Jerusalem auf, wo er für vier Jahre in der israelischen Armee diente und Offizier der Antiterroreinheit Sajeret Matkal war. Nach einem Studium am Technion in Haifa und gleichzeitiger Arbeit beim IBM-Forschungslabor in Haifa setzte er seine Studien am MIT fort. Während seiner Doktorarbeit gründete er das Content Distribution Network Akamai, einen der weltweit führenden Lösungsanbieter für die Auslieferung und Beschleunigung von Online-Inhalten.
Lewin war Chief Technical Officer von Akamai und zu Hochzeiten des Internet-Booms Multimilliardär.
Bei den Terroranschlägen am 11. September 2001 starb Daniel Lewin als Passagier an Bord von American-Airlines-Flug 11, demjenigen Flugzeug, das in den Nordturm des World Trade Centers flog. Er wurde von den Attentätern vermutlich bereits zu Beginn der Entführung getötet, als er diese möglicherweise zu vereiteln versuchte.
2017 wurde er in die National Inventors Hall of Fame aufgenommen.